# Iron Fist (sezon 1)
Pierwszy sezon amerykańskiego serialu Iron Fist opowiadał historię Daniela Randa, mistrza wschodnich sztuk walk, który po piętnastoletniej nieobecności powraca do Nowego Jorku, aby odzyskać swoją rodzinną firmę. Kiedy pojawia się niebezpieczeństwo musi wybierać między dziedzictwem swojej rodziny, a obowiązkami jako Iron Fist.
Showrunnerem pierwszego sezonu był Scott Buck. W głównych rolach wystąpili: Finn Jones, Jessica Henwick, Tom Pelphrey, Jessica Stroup, Ramón Rodríguez, Sacha Dhawan, Rosario Dawson i David Wenham.
Całość sezonu, składającego się z 13 odcinków została wyemitowana równocześnie na platformie Netflix 17 marca 2017 roku.
21 lipca 2017 roku poinformowano, że został zamówiony drugi sezon serialu.

## Obsada
| - Finn Jones jako Danny Rand / Iron Fist - Jessica Henwick jako Colleen Wing - Tom Pelphrey jako Ward Meachum - Jessica Stroup jako Joy Meachum - Ramón Rodríguez jako Bakuto - Sacha Dhawan jako Davos - Rosario Dawson jako Claire Temple - David Wenham jako Harold Meachum Przedstawieni w innych serialach - Marquis Rodriguez jako Darryl - Wai Ching Ho jako Gao Przedstawieni w sezonie pierwszym - David Furr jako Wendell Rand - Barrett Doss jako Megan - Alex Wyse jako Kyle - Ramon Fernandez jako Kevin Singleton - Clifton Davis jako Lawrence Wilkins - John Sanders jako Donald Hooper - Elise Santora jako Maria Rodriguez | Przedstawieni w innych serialach - Carrie-Anne Moss jako Jeri Hogarth - Tijuana Ricks jako Thembi Wallace - Suzanne H. Smart jako Shirley Benson Przedstawieni w sezonie pierwszym - Victoria Haynes jako Heather Rand - Esau Pritchett jako Shannon - Murray Bartlett jako Paul Edmonds - Donte Grey jako Caleb - Craig Geraghty jako Ringmaster - Henry Yuk jako Hai-Qing Yang - Samantha Herrera jako Becca Woo - Olek Krupa jako Radovan Bernivig - Shirine Babb jako Sandi Ann - Hoon Lee jako Lei Kung - Lewis Tan jako Zhou Cheng |

## Emisja
Całość sezonu, składającego się z 13 odcinków została wyemitowana równocześnie na platformie Netflix 17 marca 2017 roku.
1 marca 2022 roku Iron Fist wraz z pozostałymi serialami Marvel Television został usunięty z Netflixa na wszystkich rynkach. 16 marca został on udostępniony na Disney+ w Stanach Zjednoczonych, Kanadzie, Wielkiej Brytanii, Irlandii, Australii i Nowej Zelandii. W późniejszym terminie udostępnione zostaną w pozostałych krajach również na Disney+.

### Odcinki
| №  | Nr | Tytuł                                                             | Reżyseria        | Scenariusz                                       | Premiera (Netflix) | Premiera w Polsce (Netflix) |
| -- | -- | ----------------------------------------------------------------- | ---------------- | ------------------------------------------------ | ------------------ | --------------------------- |
| 1  | 1  | Powrót Snow Gives Way                                             | John Dahl        | Scott Buck                                       | 17 marca 2017      | 17 marca 2017               |
| 2  | 2  | Shadow Hawk ucieka Shadow Hawk Takes Flight                       | John Dahl        | Scott Buck                                       | 17 marca 2017      | 17 marca 2017               |
| 3  | 3  | Mocny cios Rolling Thunder Cannon Punch                           | Tom Shankland    | Quinton Peeples                                  | 17 marca 2017      | 17 marca 2017               |
| 4  | 4  | Córka smoka Eight Diagram Dragon Palm                             | Miguel Sapochnik | Scott Reynolds                                   | 17 marca 2017      | 17 marca 2017               |
| 5  | 5  | Pod bezlistnym lotosem Under Leaf Pluck Lotus                     | Uta Briesewitz   | Cristine Chambers                                | 17 marca 2017      | 17 marca 2017               |
| 6  | 6  | Nieśmiertelny wychodzi z jaskini Immortal Emerges from Cave       | RZA              | Dwain Worrell                                    | 17 marca 2017      | 17 marca 2017               |
| 7  | 7  | Wycinka drzew wraz z korzeniami Felling with Tree Routes          | Farren Blackburn | Ian Stokes                                       | 17 marca 2017      | 17 marca 2017               |
| 8  | 8  | Dar, który ma wiele odcieni The Blessing of Many Fractures        | Kevin Tancharoen | Tamara Becher-Wilkinson                          | 17 marca 2017      | 17 marca 2017               |
| 9  | 9  | Znawczyni wszelkich odmian cierpienia The Mistress of All Agonies | Jet Wilkinson    | Pat Charles                                      | 17 marca 2017      | 17 marca 2017               |
| 10 | 10 | Black Tiger kradnie serce Black Tiger Steals Heart                | Peter Hoar       | Quinton Peeples                                  | 17 marca 2017      | 17 marca 2017               |
| 11 | 11 | Odprowadź konia do stajni Lead Horse Back to Stable               | Deborah Chow     | Ian Stokes                                       | 17 marca 2017      | 17 marca 2017               |
| 12 | 12 | Powstrzymać tego, który trzyma Bar the Big Boss                   | Andy Goddard     | Scott Reynolds                                   | 17 marca 2017      | 17 marca 2017               |
| 13 | 13 | Smok igra z ogniem Dragon Plays with Fire                         | Stephen Surjik   | Scott Buck, Tamara Becher-Wilkinson, Pat Charles | 17 marca 2017      | 17 marca 2017               |

## Produkcja

### Rozwój projektu
W październiku 2013 roku podano do informacji, że Marvel przygotowuje seriale i miniserię, które łącznie mają mieć 60 odcinków. A miesiąc później poinformowano o współpracy z siecią Netflix nad serialami Daredevil, Jessica Jones, Luke Cage i Iron Fist, które mają doprowadzić do min-serii Defenders. W styczniu 2015 roku Netflix podał pełny tytuł serialu: Marvel's Iron Fist. W tym samym miesiącu, Ted Sarandos, dyrektor programowy Netflixa, zapewnił, że wszystkie seriale tworzone przy współpracy z Marvelem mają szansę na kolejne sezony. W grudniu 2015 roku poinformowano, że twórcą serialu będzie Scott Buck.
Tamara Becher jest jednym ze scenarzystów serialu. W październiku ujawniono, że każdy odcinek pierwszego sezonu zatytułowany będzie filmem o kung-fu, Buck poinformował również, że Iron Fist będzie lżejszy i mniej mroczny od pozostałych seriali.

### Casting
W grudniu 2015 roku poinformowano, że Carrie-Anne Moss powróci w roli Jeri Hogarth, w którą wcieliła się w serialu Jessica Jones. W lutym 2016 roku, poinformowano, że tytułowego bohatera, Daniela „Danny’ego” Randa / Iron Fista, zagra Finn Jones. Toby Nichols został obsadzony jako młodszy Danny Rand. W kwietniu 2016 roku do obsady dołączyli Jessica Henwick jako Colleen Wing, David Wenham jako Harold Meachum, Jessica Stroup i Tom Pelphrey jako Joy i Ward Meachum. W październiku 2016 roku ujawniono, że swoje role z innych seriali powtórzą Rosario Dawson jako Claire Temple i Wai Ching Ho jako Gao oraz że w serialu wystąpi Lewis Tan jako Zhou Cheng.

### Zdjęcia
Zdjęcia do sezonu rozpoczęły się w kwietniu 2016 roku, a zakończyły się na początku października tego samego roku. Sezon był kręcony w Nowym Jorku na Brooklynie i Long Island City. Za zdjęcia do pierwszej serii odpowiadał Manuel Billeter, natomiast Brett Chan za koordynowanie kaskaderami i choreografię walk.

### Powiązania z MCU
Iron Fist jest jednym z zamówionych seriali przez serwis Netflix obok Daredevila, Jessiki Jones i Luke’a Cage’a, które wspólnie doprowadziły do miniserii Defenders. Rosario Dawson jako Claire Temple, Carrie-Anne Moss jako Jeri Hogarth, Wai Ching Ho jako Gao, Marquis Rodriguez jako Darryl, Tijuana Ricks jako Thembi Wallace i Suzanne H. Smart jako Shirley Benson powtórzyli swoje role z poprzednich seriali.

## Promocja
W lipcu 2016 roku podczas San Diego Comic-Conu zaprezentowano teaser serialu. W październiku tego samego roku, Loeb, Buck, Jones, Henwick, Wenham, Stroup, Pelphrey i Dawson pojawili się na panelu podczas New York Comic-Conu, gdzie zaprezentowano pierwszy zwiastun i fragmenty serialu.

## Odbiór

### Nominacje
| Rok  | Ceremonia     | Kategoria                         | Nominowani | Rezultat  | Przypis |
| ---- | ------------- | --------------------------------- | ---------- | --------- | ------- |
| 2018 | Saturn Awards | Najlepszy serial w nowych mediach | Iron Fist  | Nominacja | [ 39 ]  |